# Henriquezia
Henriquezia  es un género con tres especies de plantas con flores perteneciente a la familia de las rubiáceas. 
Es nativo de Sudamérica tropical.

## Especies
- Henriquezia jenmanii K.Schum. in C.F.P.von Martius & auct. suc. (eds.) (1889).
- Henriquezia nitida Spruce ex Benth. (1859).
- Henriquezia verticillata Spruce ex Benth. (1854).